# Jade-Dienst

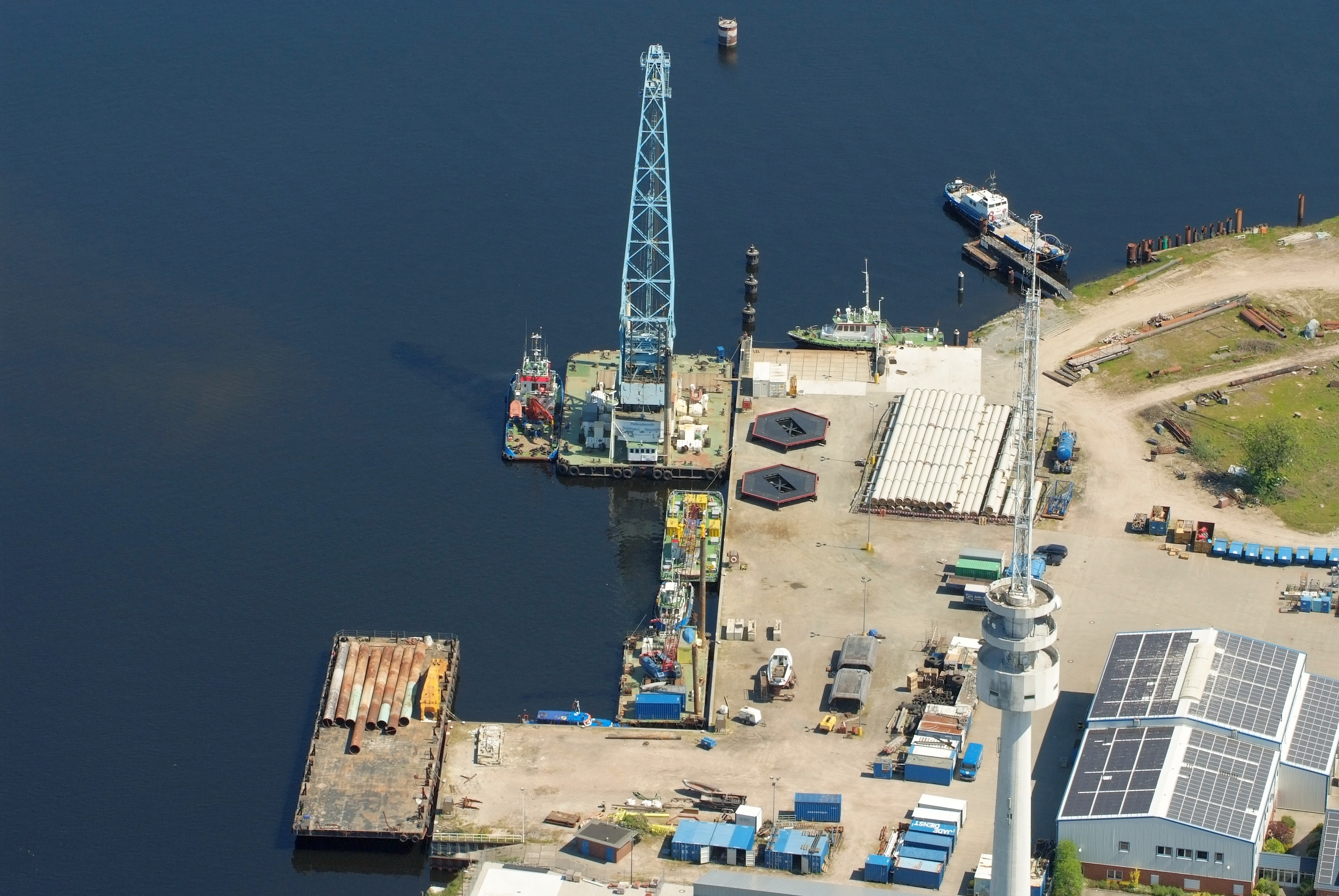
Betriebsgelände und Schwimmkran Jade Lift I am Kai des Jade-Dienstes in Wilhelmshaven (Luftbild 2012)

Die Jade-Dienst GmbH ist ein auf maritime Dienstleistungen spezialisiertes Unternehmen in Wilhelmshaven.

## Allgemeines
Mit dem ersten Tanker an der Umschlaganlage der Nord-West Oelleitung begannen 1958 auch die Aktivitäten des Jade-Dienstes, zunächst nur als Festmacher. Parallel zur Entwicklung der Wilhelmshavener Häfen passte sich das Unternehmen jedoch stetig dem Bedarf an und steht heute mit seinen umfassenden maritimen Dienstleistungen rund um die Uhr zur Verfügung.
Das Betriebsgelände des Jade-Dienstes an der Schleusenstraße umfasst das Bürogebäude, das Werkstattgebäude, eine Lager- und Umschlagshalle sowie eine eigene und tidenfreie Kaianlage am Ausrüstungshafen.
Anfang 2020 übernahmen die Unternehmen HLM Hamburg Lines Men aus Hamburg und J. Johannsen & Sohn aus Lübeck wesentliche Unternehmensbestanteile.

## Unternehmensbereiche
- Werkstattbetrieb

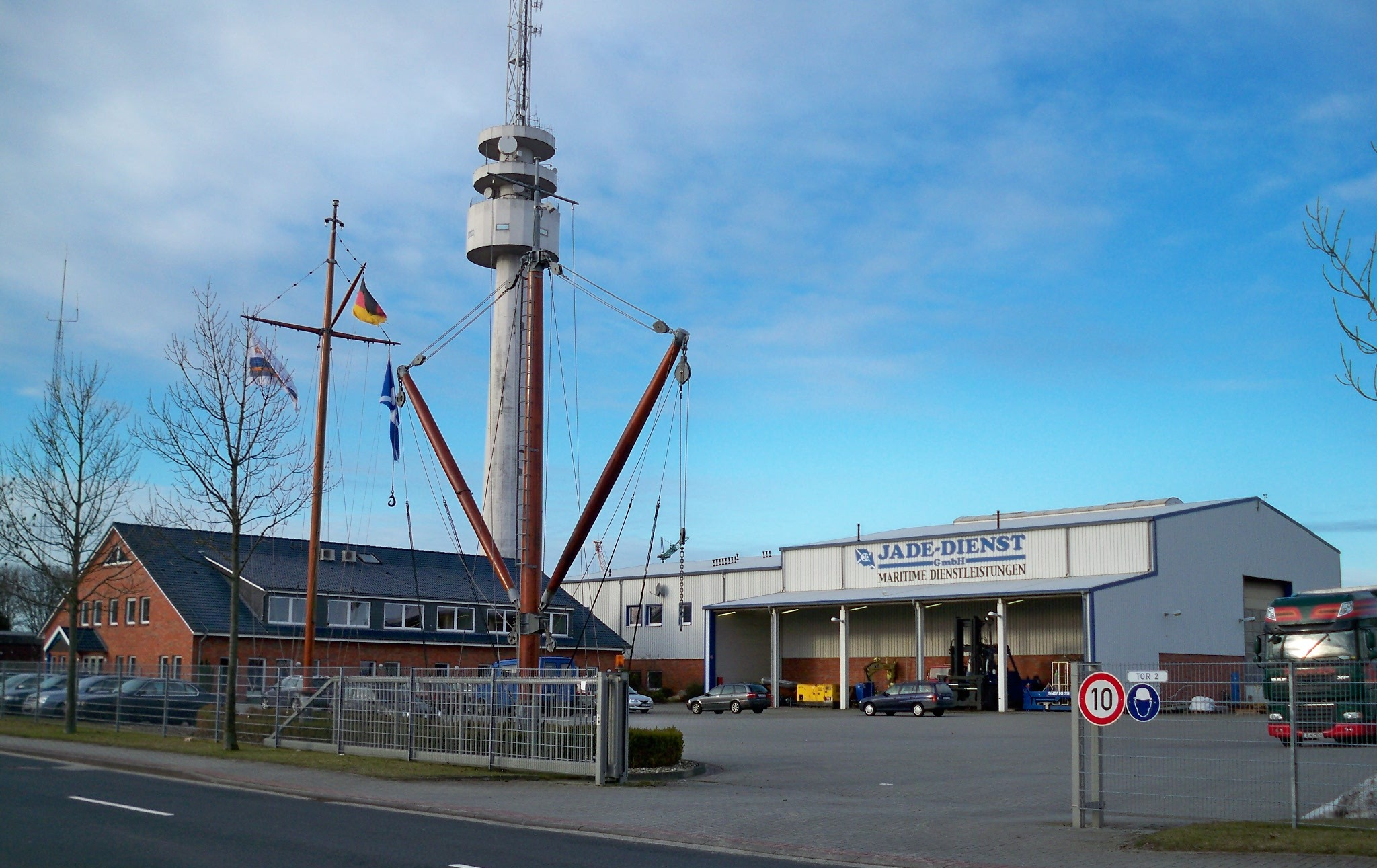
Betriebsgelände an der Schleusenstraße

- Einsatz von Arbeitsschiffen/booten, Pontons und Schwimmkränen zur Unterstützung der Handels- und Spezialschifffahrt, Wasserbau- und Offshore-Projekten
- Nautisch-technisches Schiffsmanagement / Crewing
- Hafenumschlag und Spedition, Zolllager
- Schiffsversorgung und -entsorgung nach MARPOL mit firmeneigenen Schiffen
- Wartung und Überholung von Motoren
- Mobilisierung, Aus- und Umrüstung von Spezialschiffen
- Arbeitnehmerüberlassung
- Maritimes Logistik Center
  - Festmacherei
  - Maritime Dienstleistungen mit Stauerei und Tallyleuten
  - Schiffsmeldedienst

Für die jeweiligen Unternehmensbereiche wird eine Flotte von Arbeitsschiffen betrieben.